# Стоунгендж
51°10′43.84″ пн. ш. 1°49′34.28″ зх. д. / 51.1788444° пн. ш. 1.8261889° зх. д.
Стоунге́ндж або Стовнгендж (англ. Stonehenge, від староанглійського Stan Hengues — «Висячі Камені») — мегаліт (кромлех), що складається з кількох кіл із велетенських (до 8,5 м висотою) каменів. Розташований в Англії на горбистій пустці поблизу міста Солсбері (графство Вілтшир) за 130 км на південний захід від Лондона на Солсберійській рівнині. Почав будуватися близько 3000 року до н. е. та набув сталого вигляду приблизно в 2500 році до н. е.

## Будова

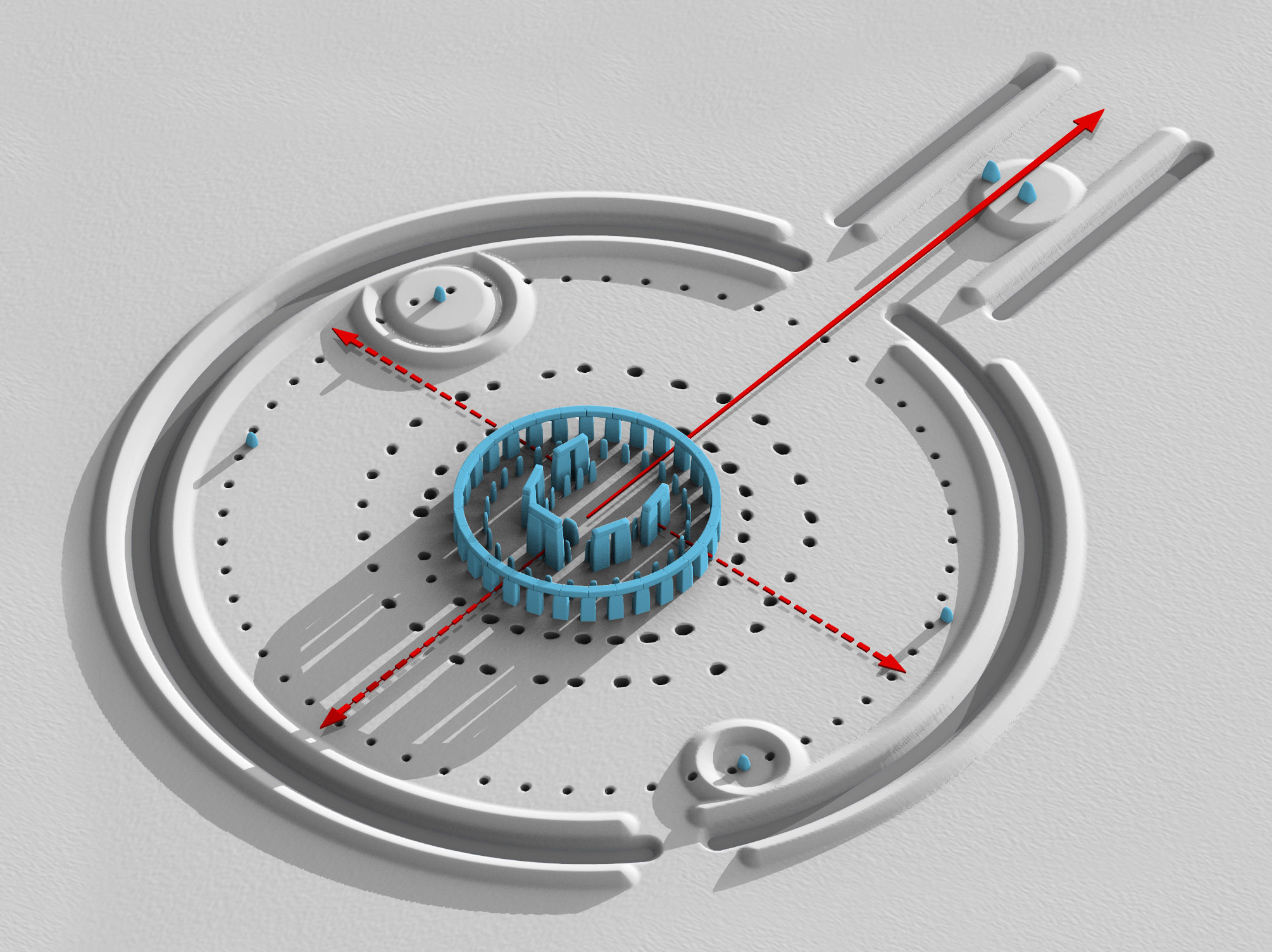
Схема Стоунгенджу

Основу Стоунгенджу складали 80 п'ятитонних мегалітів, з них вціліло 43. На 30 кам'яних блоків масою по 25 тонн і заввишки понад 4 м були покладені плити-перемички завдовжки 3,2 м. У центрі стояли 5 так званих трилітів — величезних П-подібних споруд, маса яких досягає 50 тонн. Складені кам'яні блоки утворюють арки, які слугували колись покажчиком сторін світу. Стоунгендж оточений кільцевим ровом з двома валами, що, можливо, слугував кладовищем. По колу вздовж зовнішнього валу розташовані 56 маленьких похоронних «ямок Обрі», названих так на честь Джона Обрі, який першим описав їх у XVII столітті. На північний схід від входу до кола стояв величезний семиметровий П'ятковий камінь.
Найбільші камені Стоунгенджу вирубані з міцного пісковику (сарсену), сягають у довжину 7 м і важать близько 45 т. Центральне коло складається за сучасності з 17 вертикальних сарсенових блоків (уламки каменів і западини від ям свідчать, що їх було до 30), поверх яких було укладене кільце з каменів-перемичок. Усередині кола з вертикальних блоків розташовано 5 найбільших трилітів і 82 брили «блакитного» каменю долериту масою 4–5 т. Сарсенові камені видобувалися в каменоломнях, розташованих у Вест-Вудс, на південний захід від Мальборо, що за 32 км від Стоунгенджу. «Блакитні» камені — в Преслі-Гіллс на південний захід від пам'ятки за 320 км. Вівтарний камінь виготовлений із пісковика, знайденого на південному сході Уельсу, в районі Брекон-Біконс.

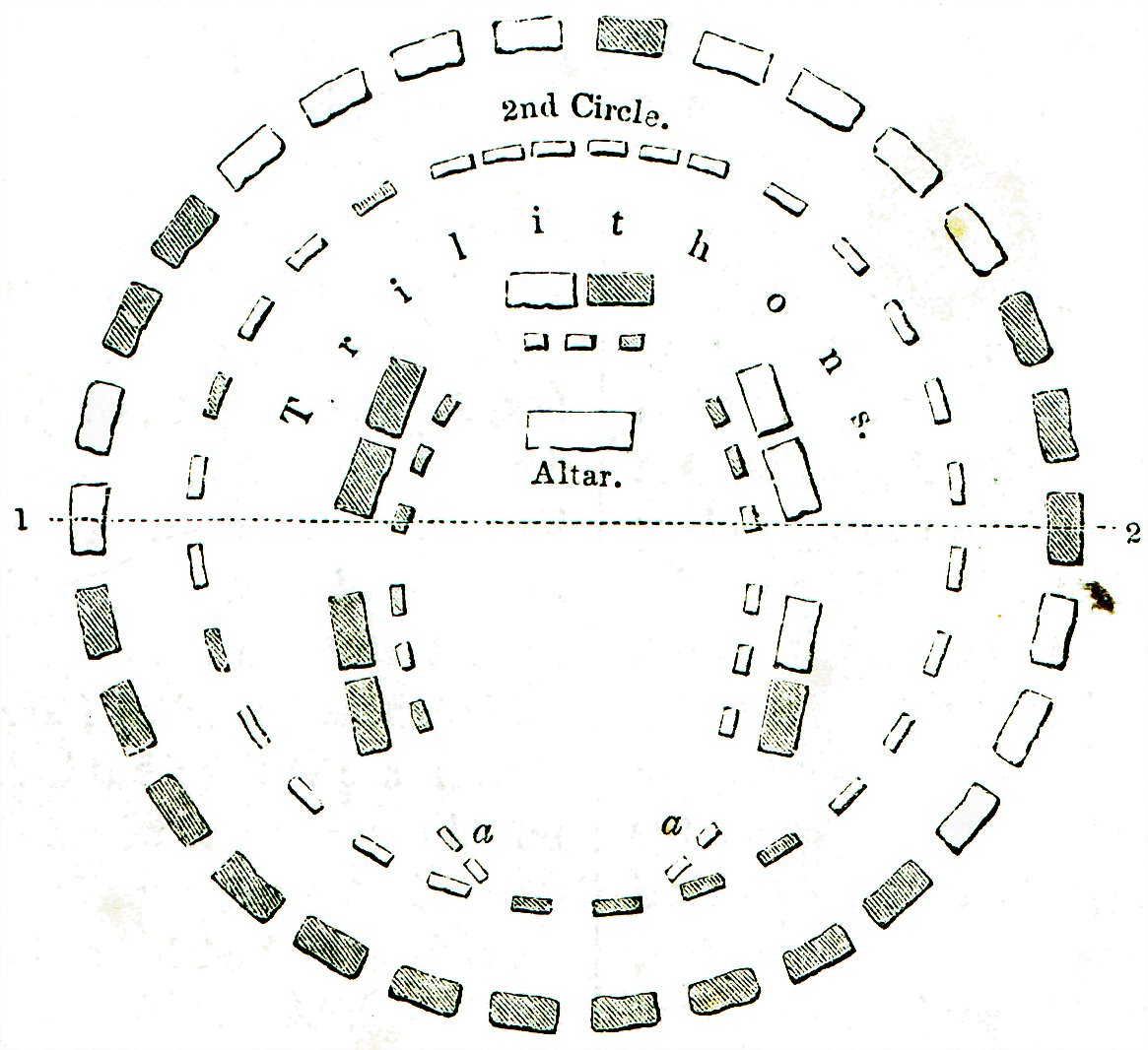
Схема розташування каменів, білі камені — відсутні

Деякі частини пам'ятки оброблені ретельніше, ніж інші. Зокрема, північно-східна сторона та внутрішні грані центральних трилітонів рівніші. Для поєднання вертикальних каменів з горизонтальними перемичками слугували заглиблення та виступи. Перемички кріпилися між собою за допомогою шпунтових з'єднань.
На північ від Стоунгеджу, в районі Огборн, біля населеного пункту Ейвбері, знайдено ще грандіозніший об'єкт. Це велетенське коло, обмежене кам'яним частоколом із вертикально розташованих монолітних плит. У середині великого кола розташовані ще два, теж окреслені каменями. Основне коло перетинає алея, також із кам'яних брил. З обох боків вона розсікає всю споруду, виходячи на протилежний край великого кільця. Контури кілець добре видно, попри те, що на місці стародавньої споруди побудовано житловий масив. Деякі камені з Ейвбері за своїми розмірами більші за брили Стоунгенджа. Площа цієї споруди також значно більша.
Недалеко від цих споруд над долиною височіє пагорб заввишки 45 метрів — це Сільбурі Гілл. Він насипаний вручну і є найбільшим штучним курганом в Європі. Пагорб має конусоподібну ступінчасту форму.
У 2010 році поблизу пам'ятки було виявлено залишки дерев'яного аналога мегалітичної споруди. Нова знахідка являє собою округлий рів із заглибленнями приблизно метрового діаметру, які колись тримали дерев'яні стовпи. Діаметр усього кола становить 25 метрів — лише на 5 метрів менше від Стоунгенджу. Дослідники вважають, що ця споруда постала приблизно в той час, що і Стоунгендж.
В 2023 році, під час вивчення вченими з Гентського (Бельгія) та Бірмінгемського (Великобританія) університетів глибоких шарів ґрунту навколо стародавніх мегалітів Стоунгенджу із застосуванням електромагнітних методів сканування ґрунту та спеціально створеної програми напівавтоматичної інтерпретації даних виявилось, що там наявні сотні великих та тисячі менших доісторичних ям. Загалом археологи у самому серці Стоунгенджу знайшли більше 400 засипаних землею великих ям (кожна діаметром понад 2,5 метри), шість з яких були розкопані, їх вік становить від раннього мезоліту (приблизно 8000 років до н. е.) до середньої бронзової доби (приблизно 1300 років до н. е.). Проміжок часу поміж ранніми та найпізнішими ямами — сім тисячоліть, при тому як самому Стоунгенджу — не більше 3,2 тисячі років.

## Використання

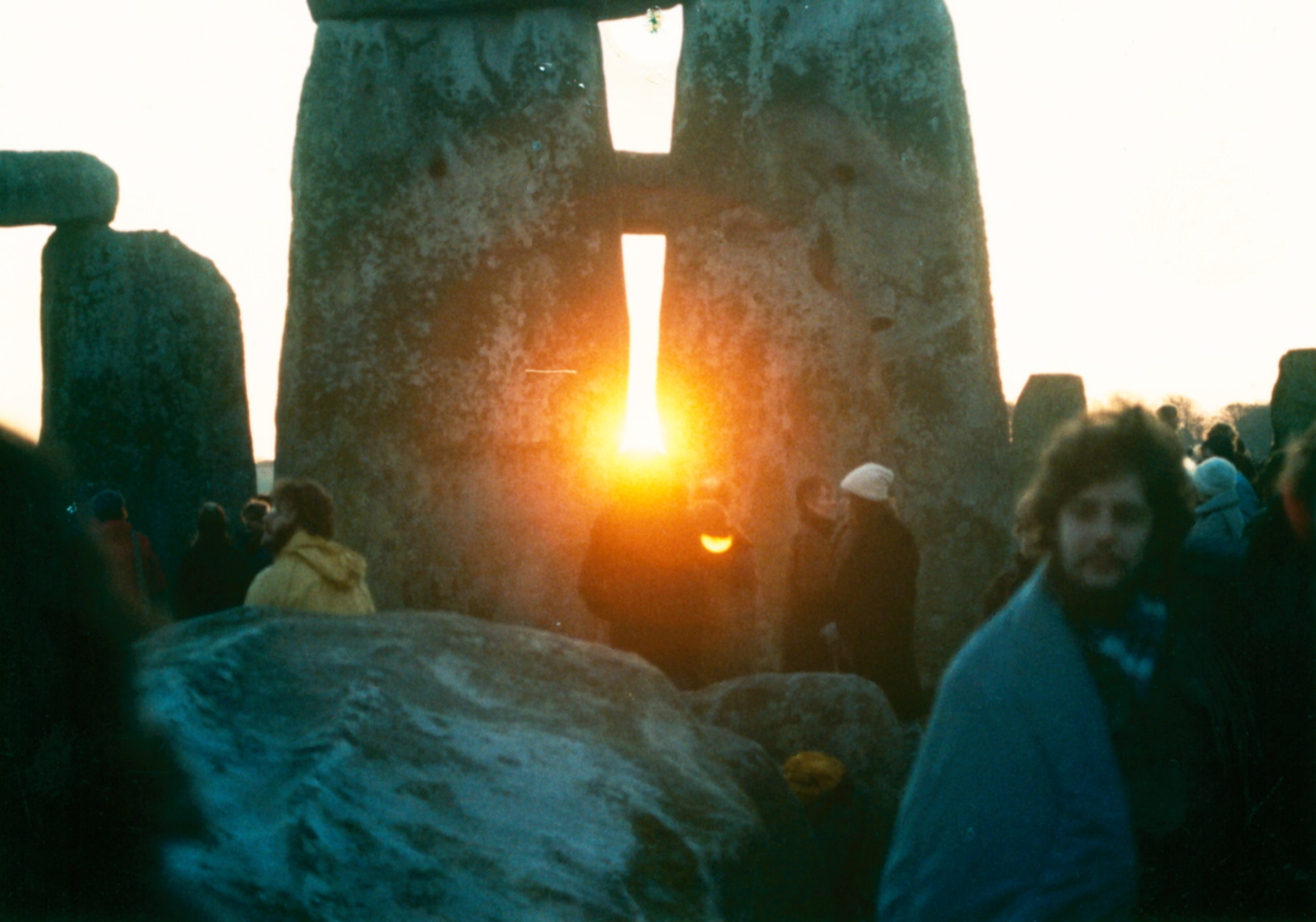
Сонце світить крізь камені в день зимового сонцестояння

Генріх Гантінгдонський був першим, хто написав про пам'ятку приблизно в 1130 році, а незабаром Джефрі Монмутський записав про химерні асоціації Стоунгенджу з легендарним чаклуном Мерліном. Це призвело до того, що пам'ятка відтоді включена до обширного циклу європейської середньовічної романтики. Згідно з «Historia Regum Britanniae» Джефрі, Мерлін порадив королю Аврелію Амброзію зібрати армію та скасти магічні камені з гори Кіларус в Ірландії, щоб спорудити усипальницю для принців Британії. Перебуваючи на горі Кіларус, Мерлін сміявся над невдалими спробами солдатів забрати звідти каміння за допомогою драбин, мотузок та інших механізмів. Незабаром після цього Мерлін навчив як доставити камені за допомогою власної техніки і наказав відправити їх до Англії, де їх склали у Стоунгендж.
У 1655 році архітектор Джон Вебб, пишучи від імені свого колишнього керівника Ініго Джонса, стверджував, що Стоунгендж був римським храмом, присвяченим Целу (латинська назва грецького бога неба Урана), і побудований за тосканським ордером.
Перші академічні спроби пояснити призначення пам’ятки здійснив приблизно в 1640 році Джон Обрі. Він оголосив Стоунгендж витвором друїдів. Ця точка зору була популяризована антикваром Вільямом Стаклі. Обрі виконав виміри та план Стоунгенджу, виявивши астрономічну чи календарну роль у розміщенні каменів. 1740 року архітектор Джон Вуд збирався провести перше точне обстеження Стоунгенджу. Однак інтерпретація Вудом пам’ятки як місця язичницького поклоніння різко розкритикував Стаклі, який вважав друїдів не язичниками, а біблійними патріархами.
Багато сучасних істориків і археологів погоджуються, що кілька різних племен здійснили свій внесок у архітектуру Стоунгенджу, і кожне виконувало різний етап його будівництва. Кістки, знаряддя праці та інші артефакти, знайдені на цьому місці, підтверджують цю гіпотезу. Стоунгендж слугував як місцем здійснення обрядів, так і місцем поховань знаті та символом зв'язку з предками, а також місцем лікувань через віру в цілющі властивості його «блакитних» каменів.
У 1960-х роках астроном Джеральд Гокінс припустив, що мегаліти використовувалися як астрономічний календар, а різні точки споруди відповідають астромічним явищам, таким як сонцестояння, рівнодення та затемнення. Хоча його припущення протягом багатьох років привертало багато уваги, критики стверджують, що будівельникам Стоунгенджу, ймовірно, бракувало знань, необхідних для передбачення таких подій, або що щільний хмарний покрив Англії не дозволяв би вести постійні спостереження за небом. Єдиний достеменний зв'язок Стоунгенджу з астрономічними явищами випливає з його розташування: вхід орієнтований так, що схід сонця відбувається над П'ятковим каменем.
Англійський археолог Колін Ренфрю в 1973 році висунув гіпотезу, що Стоунгендж був центром конфедерації вождів бронзової доби. Інші археологи відтоді почали розглядати цю частину рівнини Солсбері як точку, де межували території кількох племен Сходу та Заходу, а тому вона слугувала сезонним місцем зборів протягом IV та III тисячоліть до н.е. 1998 року малагасійський археолог Рамілісоніна запропонував, що Стоунгендж використовувався як пам'ятник померлим предкам, а кола каменів символізують вічне загробне життя.
У 2008 році британські археологи Тім Дарвілл і Джеффрі Вейнрайт припустили на основі скелета з травмою коліна часів ранньої бронзи, розкопаного за 5 км від Стоунгенджу, що споруда використовувалася як місце лікувань. Однак аналіз людських останків навколо та всередині пам’ятки не показує жодних відмінностей з точки зору здоров’я населення, порівняно з іншими регіонами Британії.

## Історія

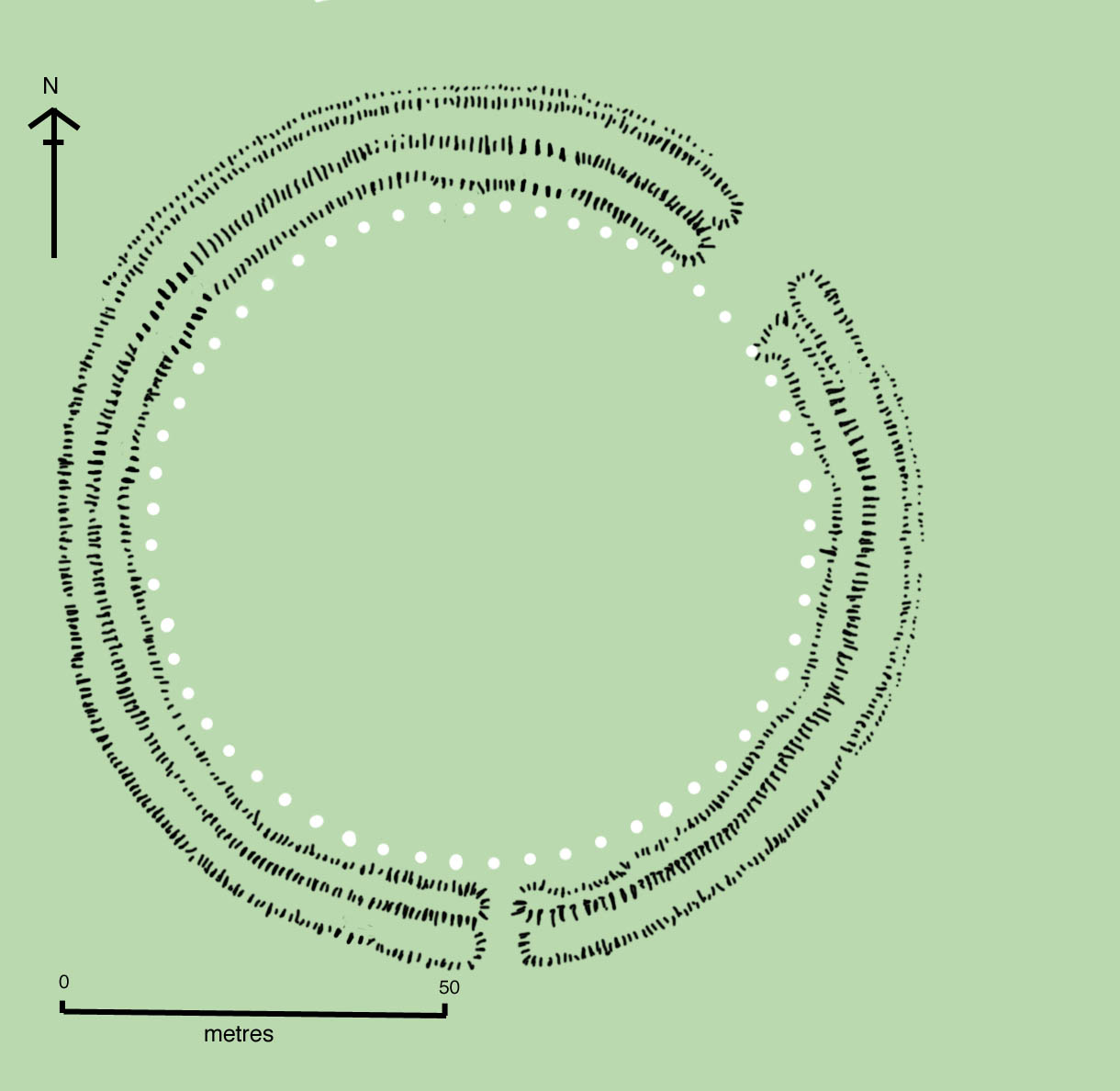
Схема первісного Стоунгенджу

На місці Стоунгенджу спершу розташовувалися декілька культових місць: чотири або п'ять ям, у трьох із яких, можливо, стояли великі соснові стовпи, схожі на тотемні. Їхнє будівництво датується мезолітом, між 8500 і 7000 роками до н. е. Невідомо, як ці споруди пов'язані з пізнішим Стоунгенджем. Використанню саме цього місця міг посприяти ландшафт, оскільки територія не була покрита лісом через неглибокі поклади крейди.
Стоунгендж побудували неолітичні племена, що прибули в Британію близько 4 тис. років до н. е. з території Анатолії (Туреччина). Предки будівельників Стоунгенджу рухалися вздовж узбережжя Середземного моря та між островами. Їхнє переселення було частиною масової міграції людей з Анатолії, в ході якого по Європі поширилося землеробство. Близько 2450 року до н. е. у Британію прибула наступна хвиля переселенців з материкової Європи, що складала культуру дзвоноподібних келихів, та зайняла землі раніших жителів завдяки ефективнішому господарству.

Першим у архітектурі Стоунгенджу був круглий земляний рів, перерваний у двох місцях, побудований приблизно в 3000 році до н. е. Його викопали простими знаряддями з рогу, а з видобутої в ході робіт крейди насипали вали по обидва боки від рову. Всередині Стоунгенджу було встановлено 56 дерев'яних або кам'яних стовпів. Кілька сотень років пам'ятка використовувалася для поховань кремованих тіл. Знайдено близько 64 місць кремації, можливо, близько 150 осіб були поховані в Стоунгенджі, що робить його найбільшим кладовищем пізнього неоліту на Британських островах. Також близько 3500 років до н. е. в околицях майбутнього Стоунгенджу викопали два рови-курсуси, та насипали кілька довгих курганів. Розташування цих пам'яток могло визначити подальше розташування Стоунгенджу. Цілком можливо, що такі об'єкти, як П'ятковий камінь і низький курган, знаний як Північний курган, були ранніми складовими Стоунгенджу.

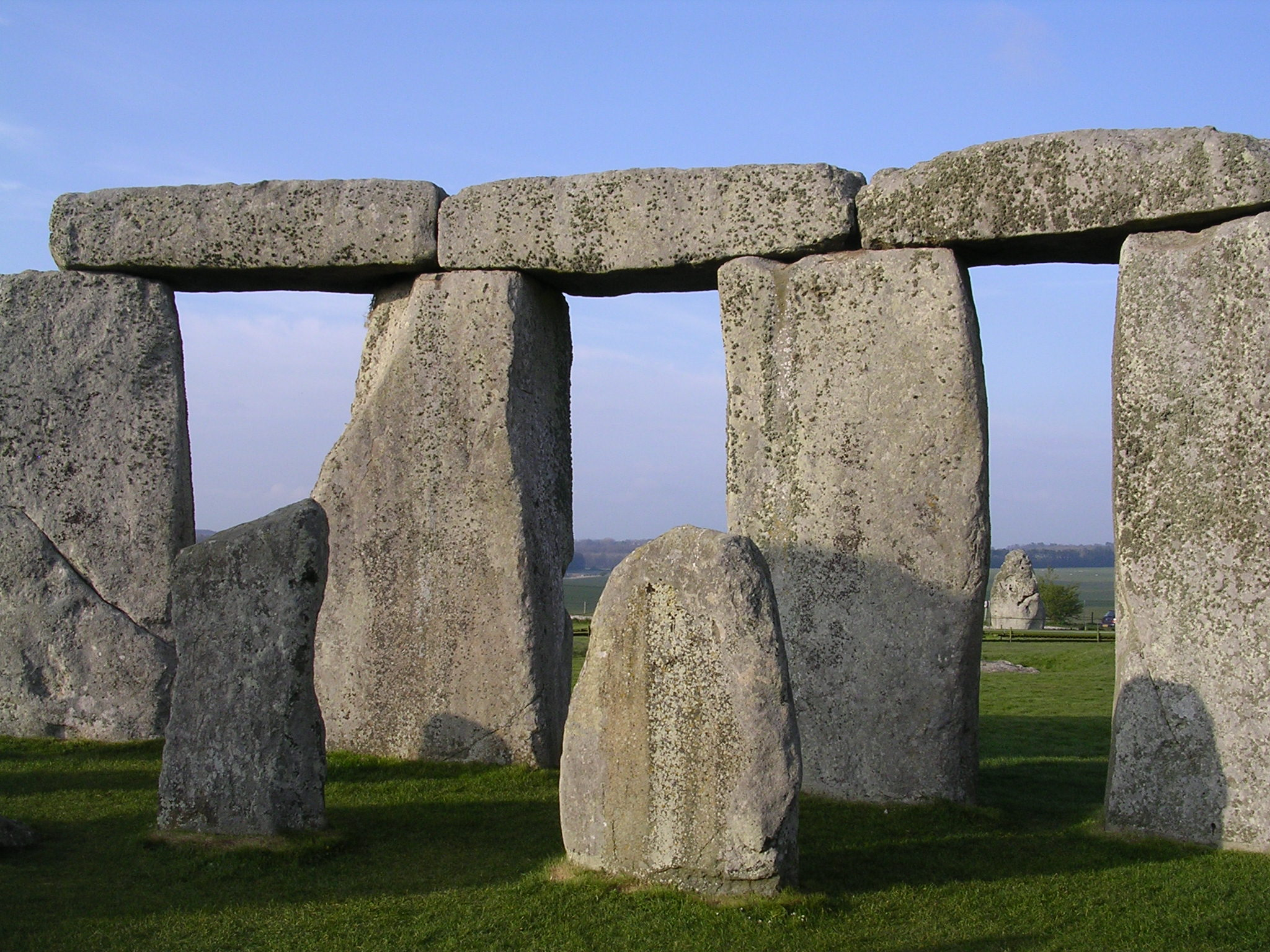
Частина зовнішнього кільця

Приблизно в 2500 р. до н. е. в центрі встановили два кільця з поставлених вертикально каменів. Величезні камені сарсену і менші «блакитні» камені доставлялися з двох віддалених каменоломень на півдні Англії. При цьому щонайменше 6 каменів до цього були частиною кам'яного кільця Ваун Майн у Преслі-Гіллс. Для обробки каменів використовувалися кам'яні молоти з сарсену та кременю. Більшими молотами їм надавалася загальна форма відколюванням пластів, меншими згладжувалися поверхні. Щоби встановити камінь, його клали на дерев'яні полози та опускали в яму з похилим схилом. Потім камінь повертався під прямими кутом за вертикаллю, використовуючи мотузки з рослинних волокон і, ймовірно, дерев'яну А-подібну раму. Можливо, для перевертання каменя використовувалися гирі. Потім яму засипали щебенем. Для підняття горизонтальних перемичок ймовірно використовувалися дерев'яні платформи. Потім формувалися виступи на каменях, щоб забезпечити гарне прилягання між частинами Стоунгенджу. Ймовірно, одночасно зі встановленням каменів у центрі пам'ятки було піднято сарсенові камені біля східного входу, а також чотири окремих каменя на периферії.
Приблизно через 200 або 300 років центральні «блакитні» камені переставили, щоб утворити коло та внутрішній овал (який пізніше перебудували у підковоподібну форму). У цей час також насипали земляну дорогу, що з'єднувала Стоунгендж з річкою Ейвон.
Однією з останніх доісторичних змін у Стоунгенджі було викопування навколо кам'яних кілець концентричних ям, так званих Y і Z отворів, датованих періодом між 1800 і 1500 роками до н. е. Можливо, вони були призначені для перестановки каменів, яка так і лишилися незаповненими. В похованнях біля Стоунгенджу знайдено бронзові сокири, датовані 1750–1500 роками до н. е. Можливо, ці сокири були символами влади чи статусу в суспільстві ранньої бронзової доби або пов'язані з сусідніми круглими курганними похованнями.

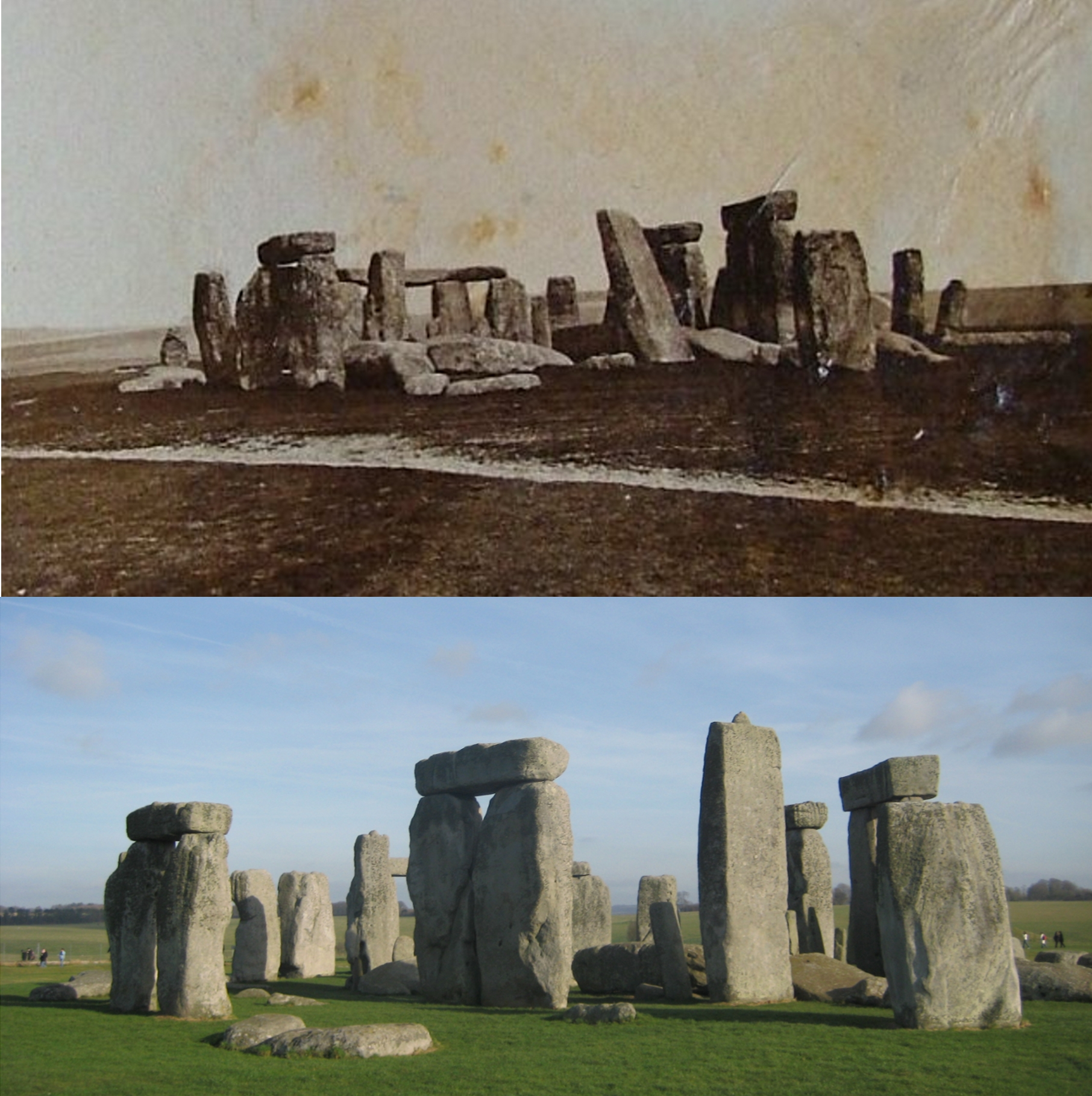
До і після реставрації, що відбулася в XX ст.

У залізному віці, приблизно в 700 р. до н. е., за 1,25 милі на схід від Стоунгенджу з видом на річку Ейвон виникло велике городище, пізніше знане як Табір Веспасіана. Стоунгендж часто відвідували в римський період (з 43 р. н. е.), про що свідчить багато знахідок римлян. Маленьке містечко Еймсбері, було засноване приблизно в VI ст. н. е. на переправі через Ейвон. У саксонський період у Стоунгенджі був похований обезголовлений чоловік, можливо, злочинець.
Найдавніші збережені писемні згадки про Стоунгендж датуються середньовіччям, а з XIV ст. він згадуються все частіше та починають виконуватися його зображення. 1620 року Джордж Вільєрс викопав на території Стоунгенджу глибоку яму в пошуках скарбів. Через століття Вільям Стаклі обстежив Стоунгендж і навколишні пам’ятки, але тільки в 1874–1877 роках Фліндерс Петрі виконав перший точний план розташування каменів. 1877 року Чарльз Дарвін викопав дві ями в Стоунгенджі, щоб дослідити тамтешніх земляних черв'яків.
З 1897 року, коли Міністерство оборони придбало ділянку землі на рівнині Солсбері для військових навчань, навколо Стоунгенджу розташовувалися казарми, полігони, польові госпіталі, аеродроми та залізниці. Деякі з них, наприклад, аеродром Стоунгендж часів Першої світової війни, розібрані, але інші, наприклад, аеродром Ларкгілл, все ще стоять і важливі в історії ранньої військової авіації. З 1880-х років різні камені підпирали дерев'яними стовпами, проте в 1900 році впали зовнішня вертикальна стійка і перемичка. Тодішній власник цих земель, сер Едмунд Антробус, за допомоги Товариства антикварів, організував повторне підняття найвищого трилітону в 1901 році. Перші належні археологічні розкопки були проведені в 1901 році Вільямом Гоулендом. Пам'ятка залишалася в приватній власності до 1918 року, коли Сесіл Чабб, місцевий житель, який придбав Стоунгендж у сім'ї Антробуса на аукціоні в 1915, передав його державі.
З 1927 року Національний фонд розпочав придбання землі навколо Стоунгенджу, щоб зберегти її та відновити як пасовища. Великі площі ландшафту Стоунгенджу відтоді перебувають у його власності. До 1964 року підняли впалі камені. Територія очищувалася від споруд і доріг, щоб відновити зв'язок пам'ятки з її стародавнім ландшафтом.
Близько половини Стоунгенджу (переважно на його східній стороні) було розкопано в XX столітті археологами Вільямом Гоулі в 1919–1926 роках та Річардом Аткінсоном у 1950–1978 роках. Результати їхньої роботи не були цілком опубліковані до 1995 року, однак, коли хронологія Стоунгенджу була значно переглянута за допомогою вуглецевого датування. 1986 року Стоунгендж отримав статус пам'ятки всесвітньої спадщини ЮНЕСКО. 2008 року відбулися розкопки Тімоті Дарвіла та Джеффрі Вейнрайта. Геофізичними дослідженнями у 2009 та 2010 роках виявлено два досі невідомих кола ям, час появи яких точно не встановлений.
У грудні 2015 року археологи оголосили, що виявили два кар’єри в горах Преселі, з яких видобувалися «блакитні» камені приблизно за 225 км від Стоунгенджу. Заглиблення в скелях відповідали розмірам каменів, і кілька каменів, схожих на «блакитні» камені Стоунгенджу за розміром і формою, залишилися в кар’єрі. Радіовуглецеве датування предметів побуту робітників дозволило встановити, що каміння було видобуто приблизно за 500 років до зведення Стоунгенджу. Археологи припустили, що «блакитні» камені могли бути частиною ранішої пам’ятки, а її блоки повторно використали для будівництва Стоунгенджу.

## Екзотичні версії появи
На думку валлійського вченого Браяна Джона, люди не будували Стоунгендж — валуни приніс з собою до Англії льодовик, а кола, в яких вони розташовані, є результатом багаторазового замерзання і танення вічної мерзлоти під час льодовикового періоду. «Коли льодовик відступив, то залишив принесені камені, а те, що вони лежать по колу — лише химерна випадковість», — підкреслює вчений.

## Репліки та наслідування

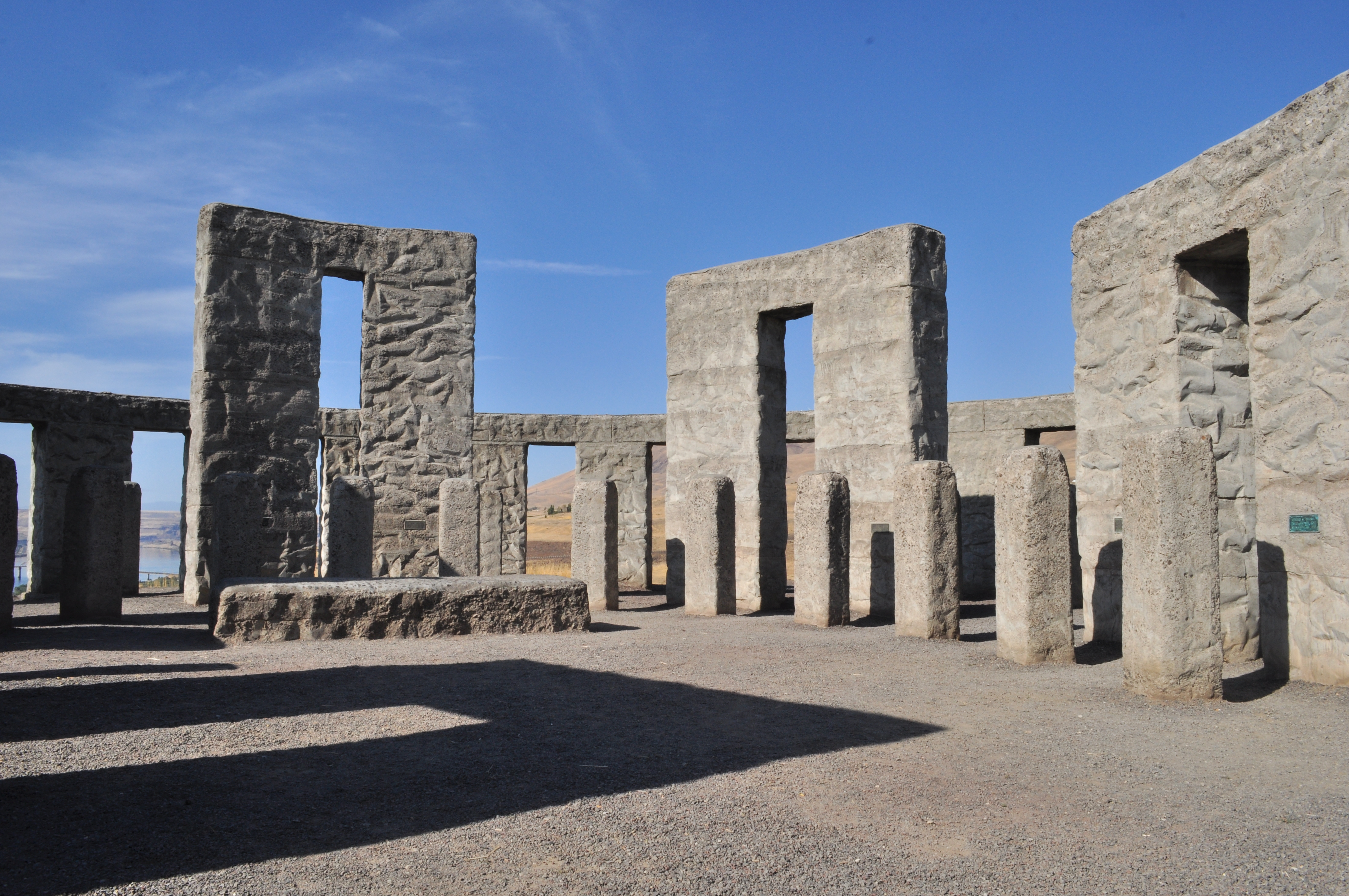
Мергіллський Стоунгендж

Форму Стоунгенджу має меморіал, закладений бізнесменом Семом Гіллом на честь загиблих у Першій світовій війні в Мергіллі, США, в 1918 році. Його зроблено з бетону, будівництво тривало з 1918 по 1929 роки. Це перший меморіал у США, присвячений жертвам Першої світової війни.
На території кампусу Міссурійського університету науки й технологій в 1984 році встановили копію Стоунгенджу, вдвічі меншу за оригінал, вирізану з граніту за гідроабразивною технологією, розробленою в університеті.
Репліка Стоунгенджу розташована на приватному полі для гольфу винахідника Джима Сміта в Фортіні, США. Це повнорозмірна споруда, складена з блоків вапняку на початку 2000-х років.
В Техаському університеті Пермського басейну в Одесі, США, в 2004 році спорудили репліку Соунгенджу з вапняку. Ця споруда нижча за оригінал, але має ті ж горизонтальні розміри та астрономічну орієнтацію.
Копію Стоунгенджу з полістиренової піни встановили в окрузі Рокбридж, штат Вірджинія, США, в 2004 році. Вона відтворює розмір і форму оригіналу, враховуючи нерівності каменів.
У 2005 році в регіоні Вайрарапа, Нова Зеландія, відкрили обсерваторію під відкритим небом, створену в вигляді Стоунгенджу. Кількість блоків та їхнє розташування відрязняються від оригіналу. Стоунгендж побудовано з дерева та бетону, його блоки всередині порожнисті.
У Есперсансі, Західна Австралія, в 2011 році за планом архітектора Майкла Соронсена споруджено репліку Стоунгенджу. Її складено зі 137 блоків місцевого граніту масою до 50 т. Споруда орієнтована за точками літнього та зимового сонцестояння. Стоунгендж спершу планувалося спорудити в 2008 році в Маргарет-Рівер, але проєкт не отримав схвалення в населення.
Повномасштабна копія Стоунгенджу стоїть біля Джозефіни, штат Алабама, США, спроєктована та збудована митцем Марком Клайном на замовлення бізнесмена Джорджа Барбера в 2012 році. Блоки виготовлено зі склопластику, а їхнє розташування відрізняється від оригінального.
Менш точні репліки впродовж другої половини XX століття — початку XXI з'явилися в Сан-Антоніо, штат Техас, США, в 1989 році; в кампусі Університету Східного Страудсбурга Пенсільванії, США; в Кербюрі, штат Північна Дакота, США, в 2005; а Осаці, Японія; Скерневиці, Польща; Ратчабурі, Таїланд, та інших містах і місцевостях.
Монумент Скрижалі Джорджії, встановлений у 1980 році в окрузі Елберт у штаті Джорджія, США, наслідує Стоунгендж. Біля Альянсу, штат Небраска, в 1987 спорудили Автогендж з автомобілів. Найменша репліка Стоунгенджу має діаметр лише 80 мкм, створена в 2004 році вченими Національного університету Сінгапуру.

## Подібні місця

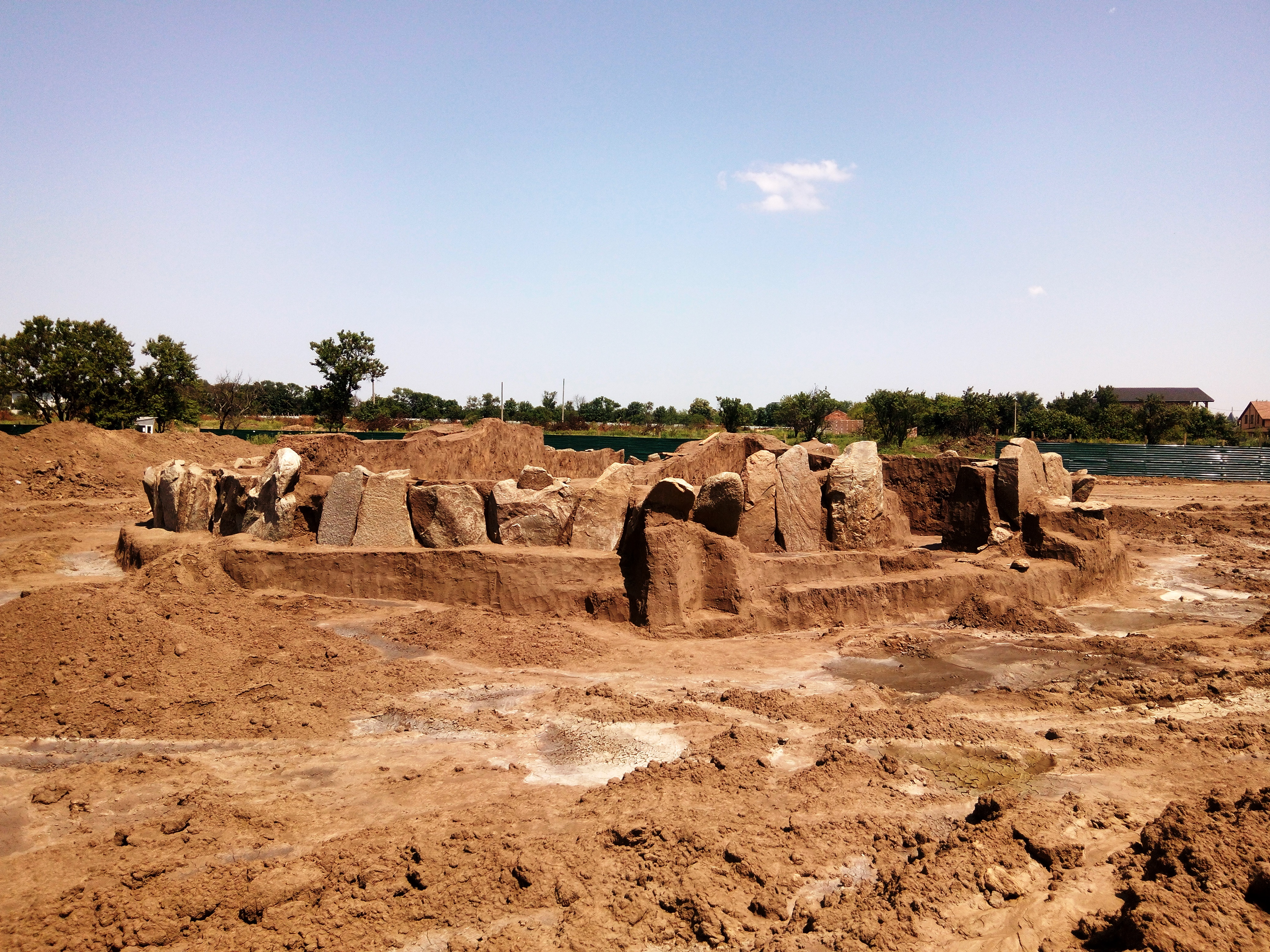
Новоолександрівський курган в Україні

- Альмендреш — мегалітичний комплекс VI тис. до н. е. в Португалії.
- Аркаїм — давнє городище андроновської культури на східних схилах Уральських гір XVII–XVI ст. до н. е.
- Гебеклі-Тепе — один з найдавніших і найвідоміших храмових комплексів Північної Месопотамії IX тис. до н. е.
- Гозекське коло — неолітична споруда в Гозеку, Німеччина.
- Голоринг — земляна споруда культури полів похоронних урн (1200–800 рр. до н. е.) поблизу Кобленця на заході Німеччини.
- Зорац-Карер — мегалітичний комплекс у Вірменії.
- Коло Бродгара — кромлех доби неоліту на острові Мейнленд, найбільшому з Оркнейських островів у Шотландії.
- Набта-Плая — неолітичний кромлех у Нубійській пустелі.
- Ньюгрейндж — стародавнє мегалітичне курганне поховання в Ірландії доби неоліту.
- Новоолександрівський курган — оточений кромлехом курган у селі Новоолександрівка Дніпропетровської області України, що датується 3500–2500 роками до н. е.
- Польські ронделі — ритуально-обрядові зони, що датуються віком 4850–4600 роками до н. е., тобто побудовані в епоху неоліту[31].
- Роттердам — комплекс-святилище з різноманітними елементами, які мають досить чітку орієнтацію щодо Сонця, планет і зірок[32].

## Галерея

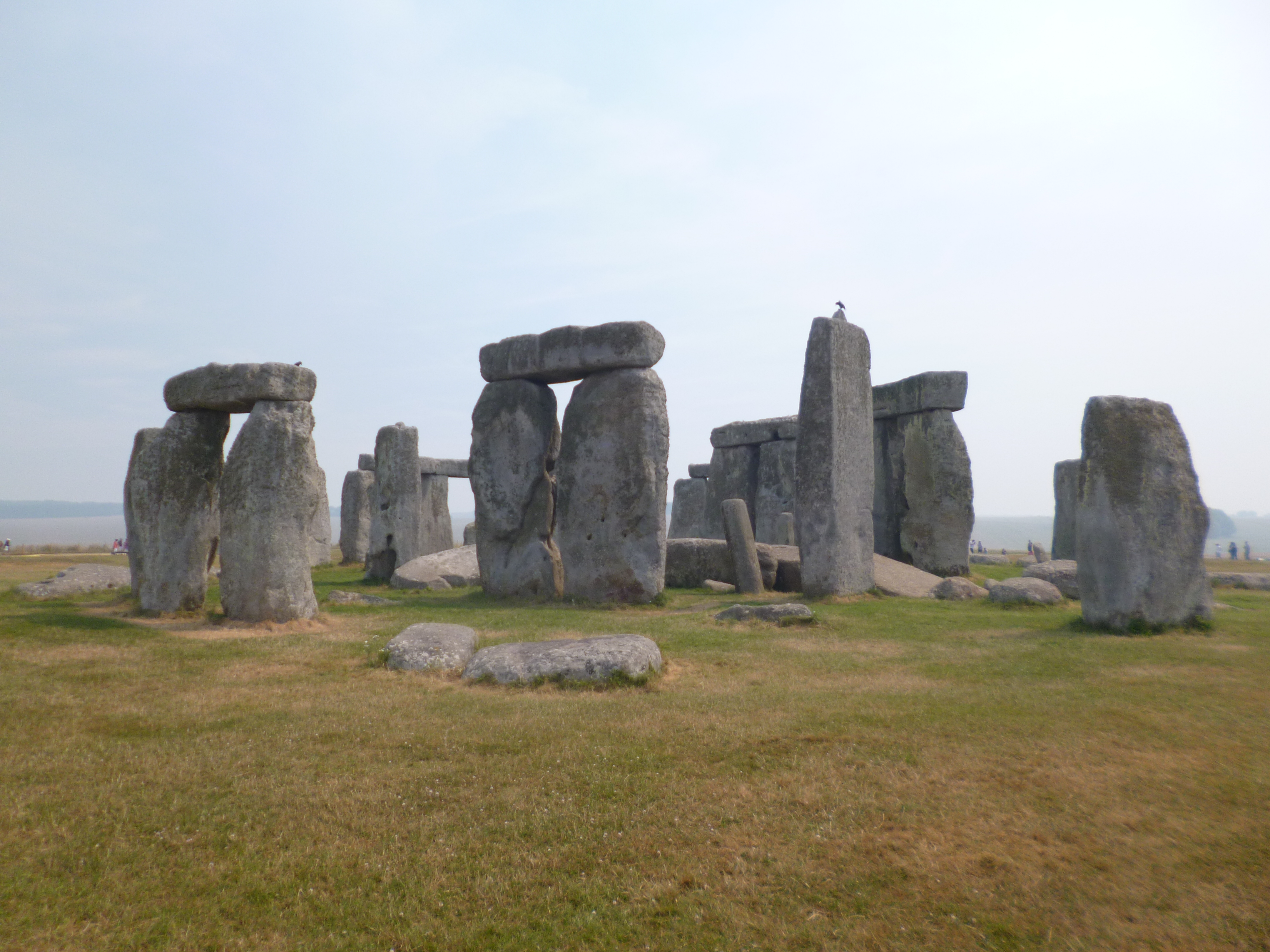
Внутрішнє кільце
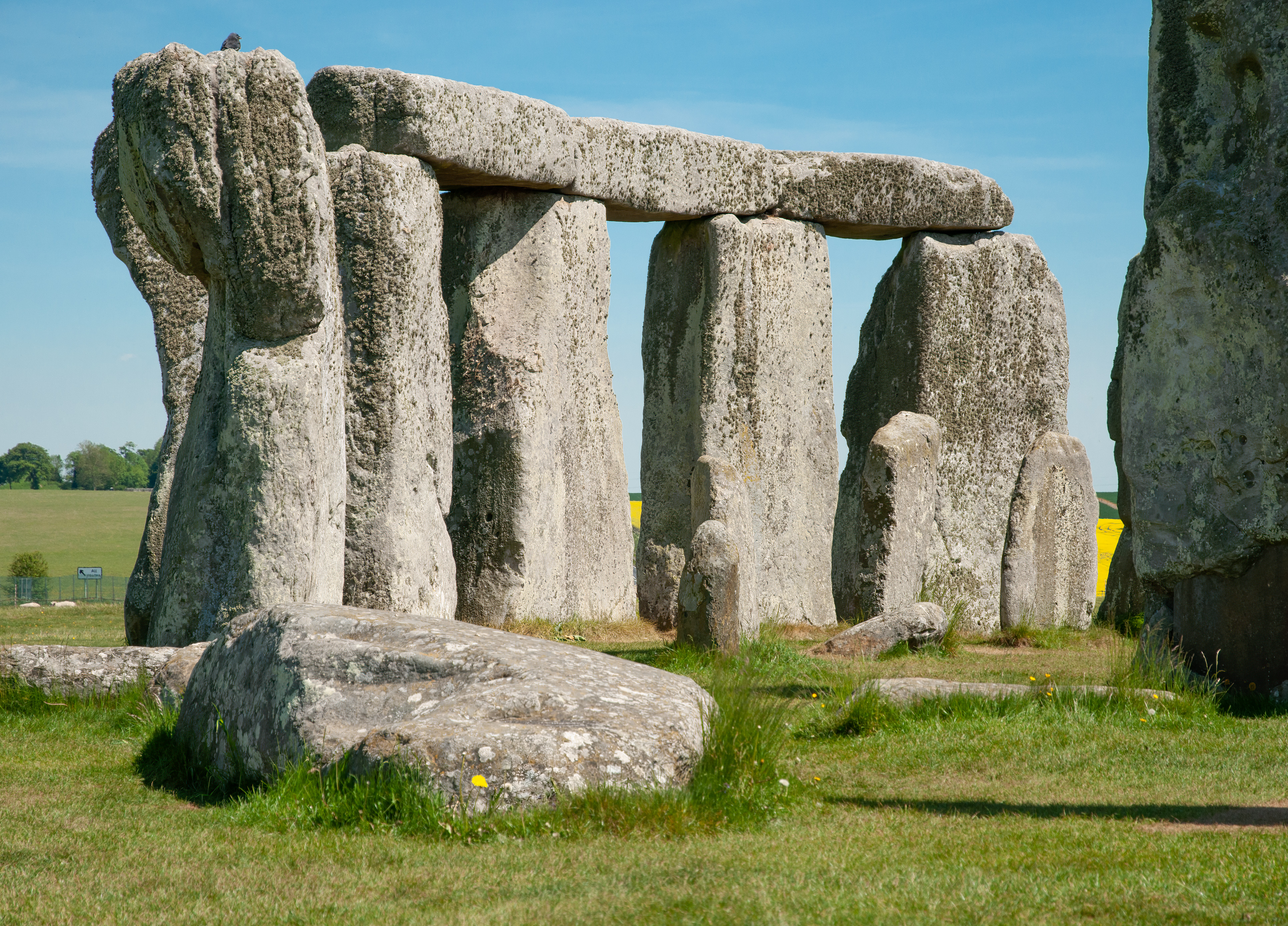
Частина зовнішнього кільця
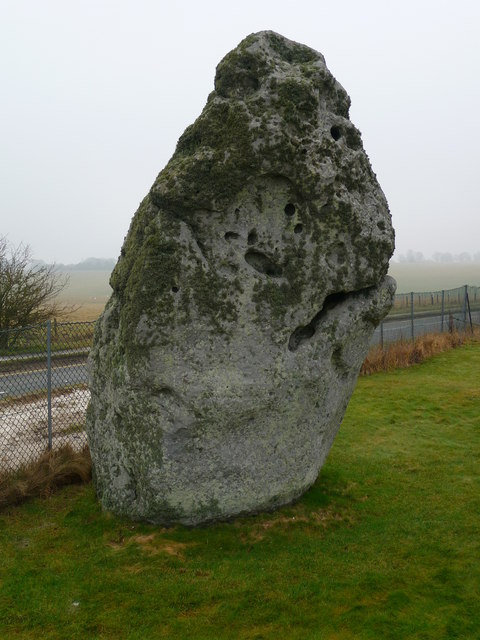
П'ятковий камінь
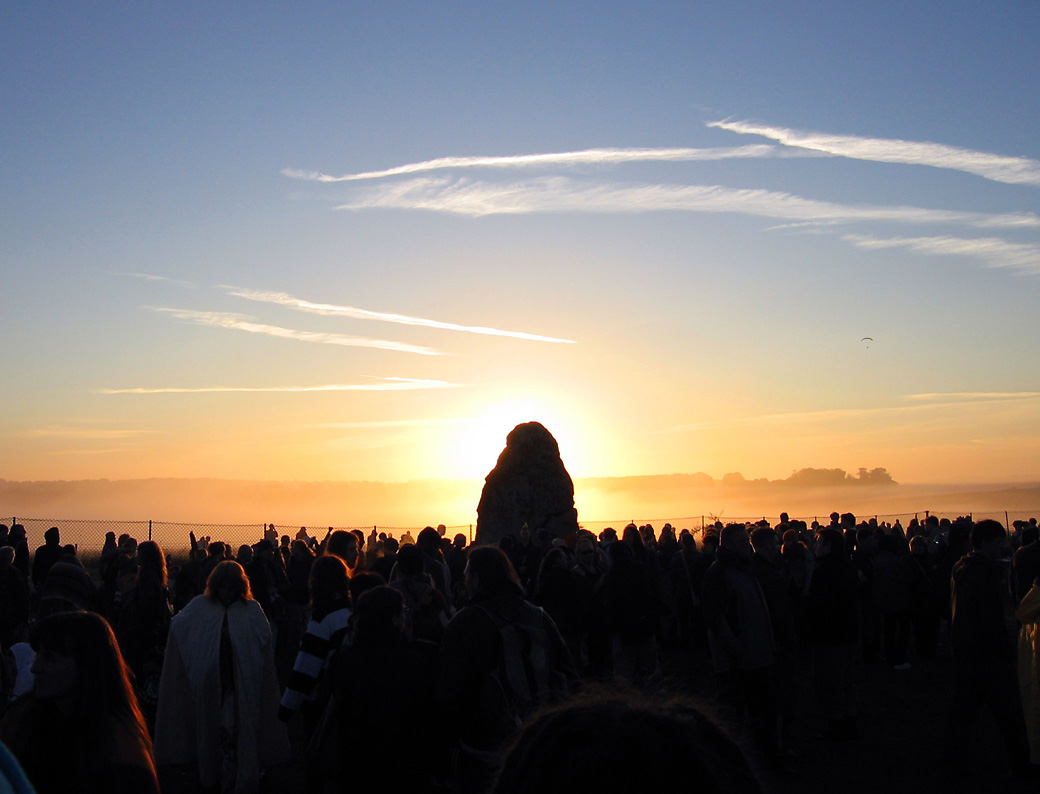
Схід сонця над П'ятковим каменем
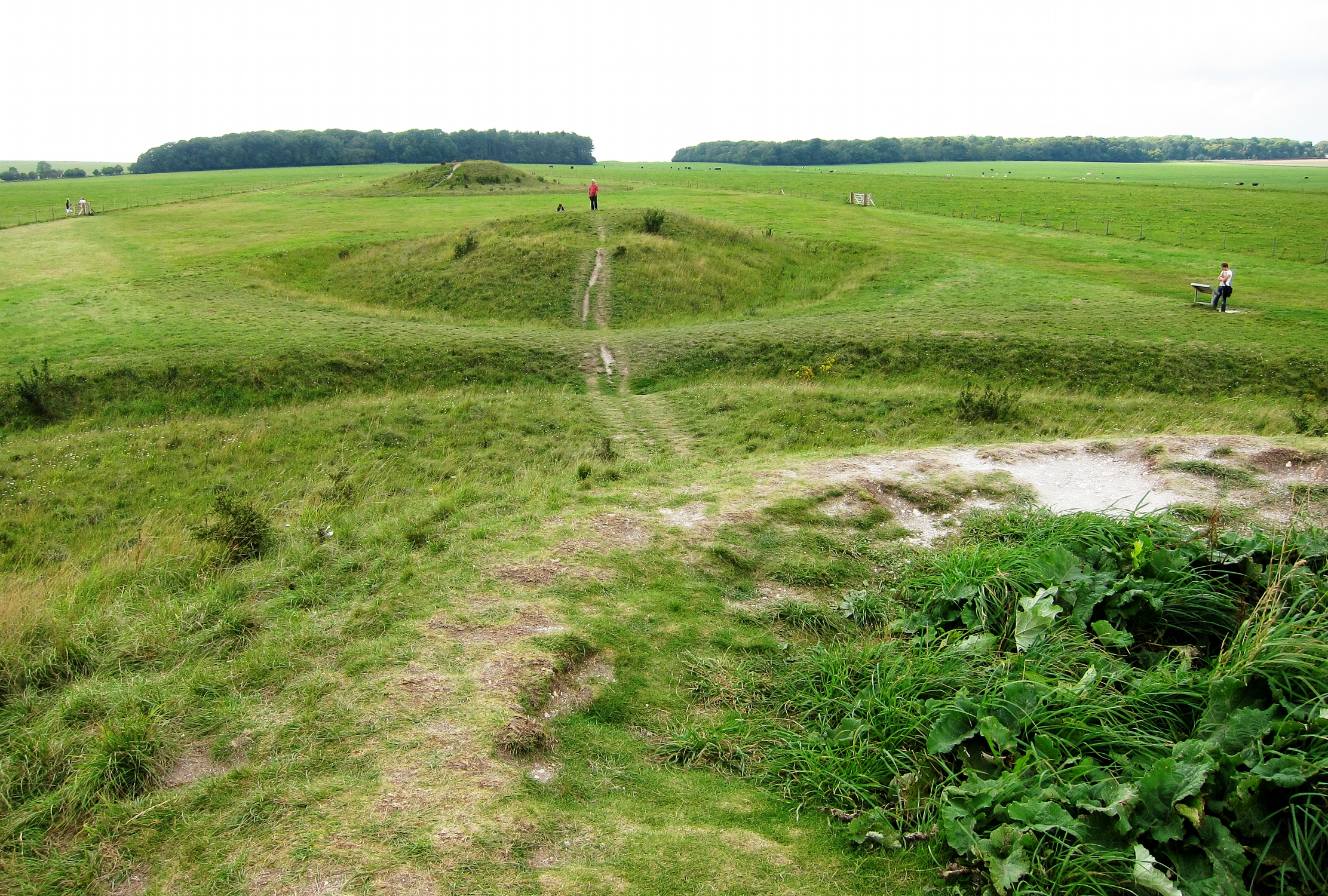
Навколишні кургани

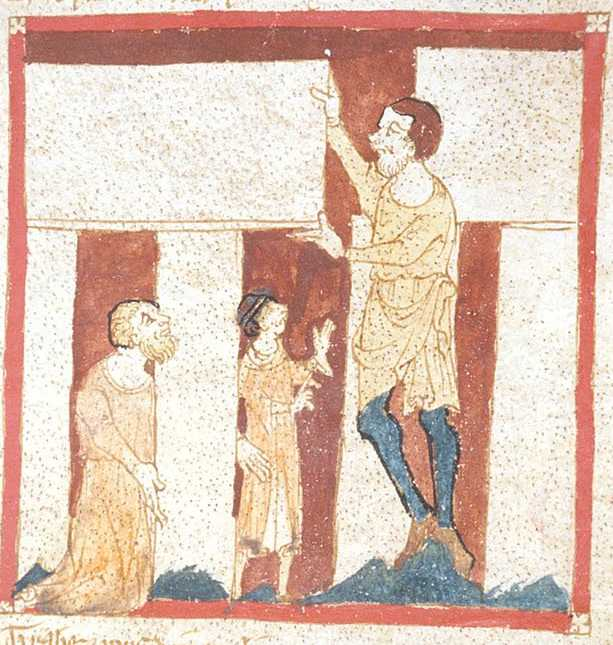
Найдавніше зображення Стоунгенджу, XIV ст.
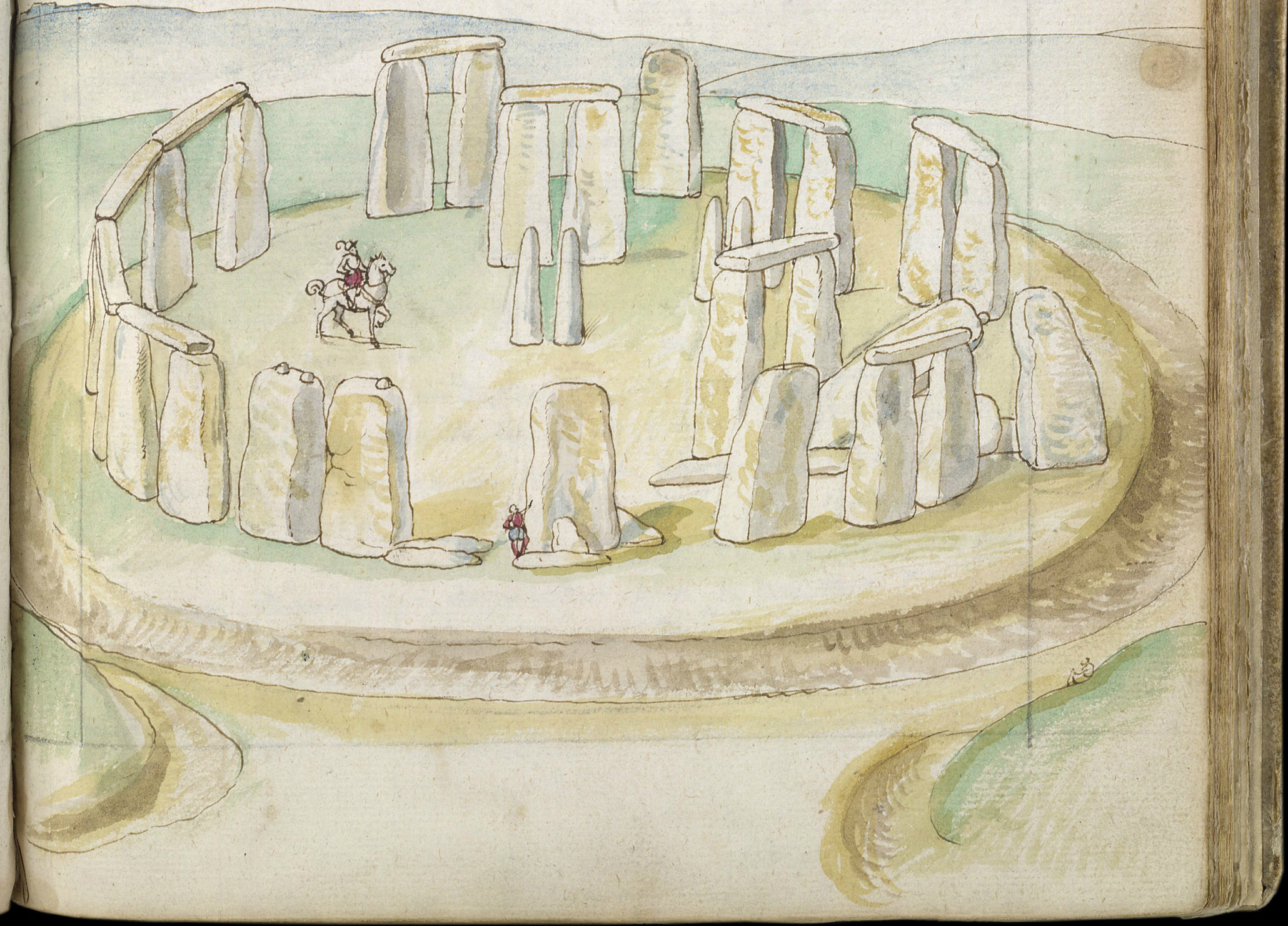
Стоунгендж. Акварель Лукаса де Гіра (Lucas de Heere), 1573-1575 рр.
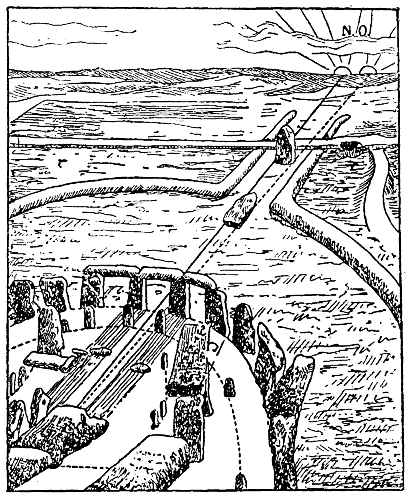
Стоунгендж в літнє сонцестояння, 1700 р.
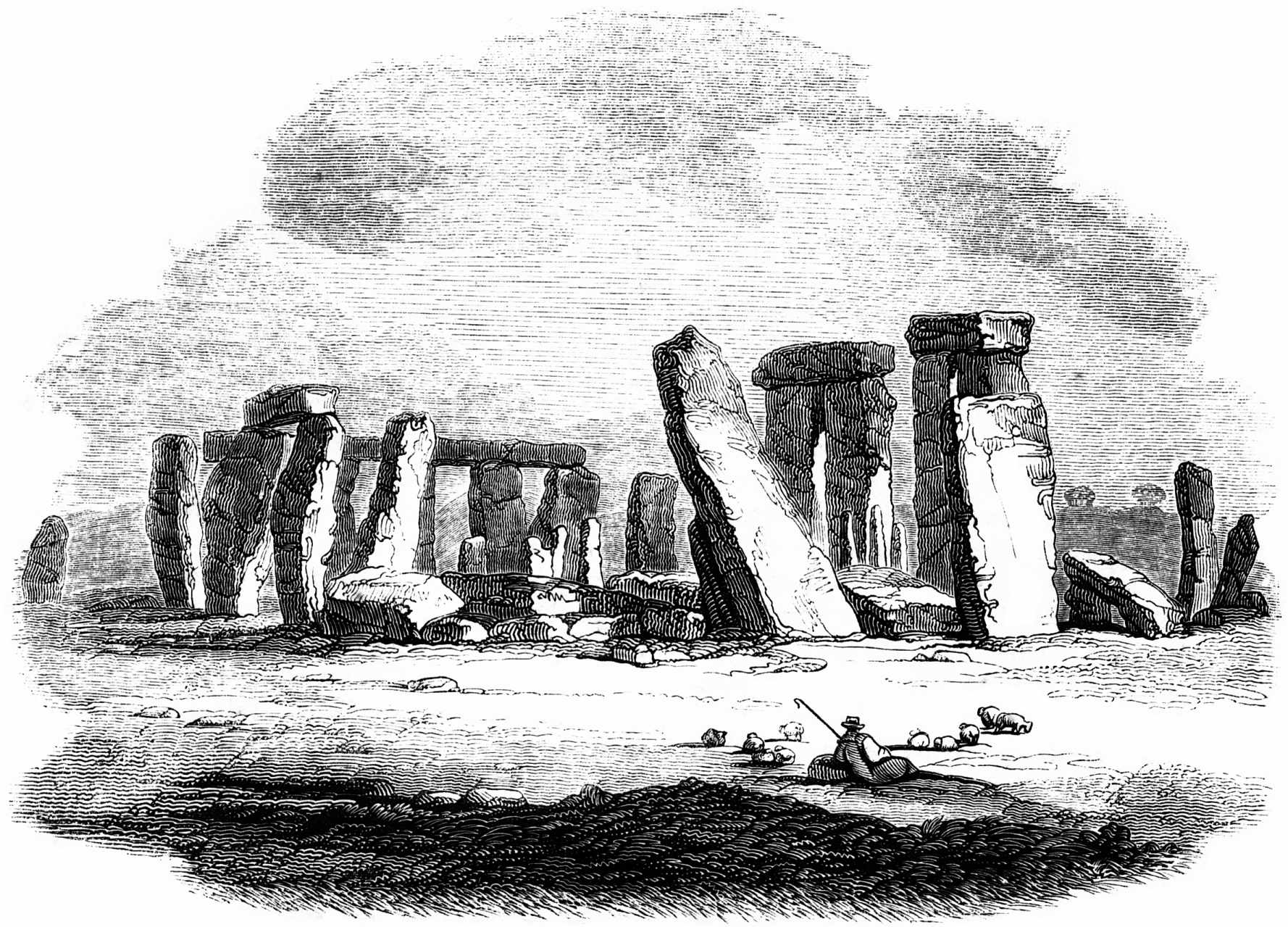
Початок XIX ст.
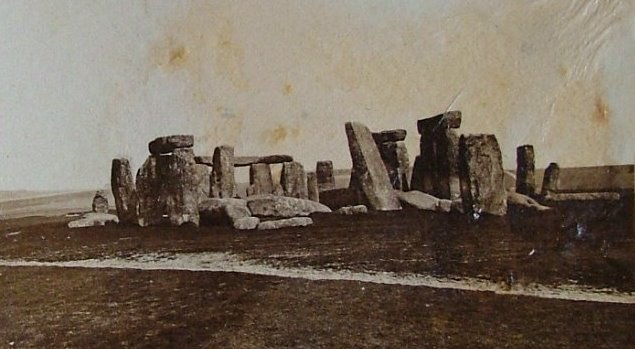
Раннє фото 1877 р.
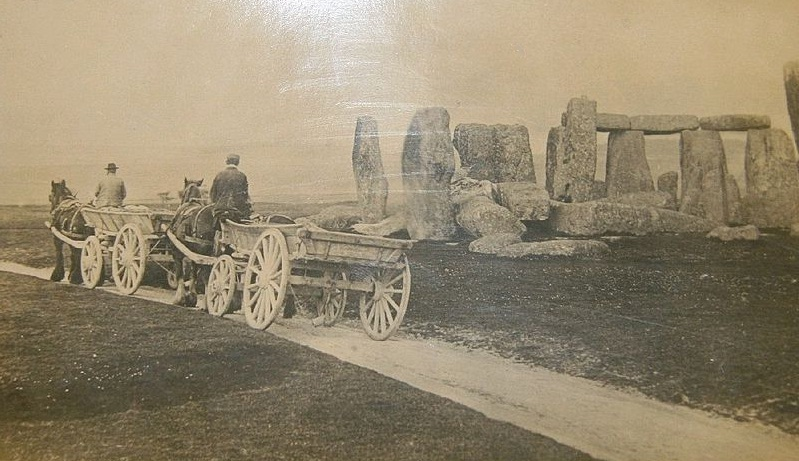
1885 р.
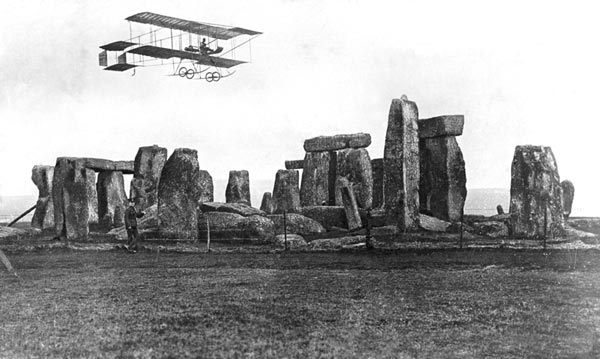
1911 р.